# Tűztorkú fülemüle
A tűztorkú fülemüle (Calliope pectardens) a madarak (Aves) osztályának verébalakúak (Passeriformes) rendjébe, ezen belül a légykapófélék (Muscicapidae) családjába tartozó faj.

## Rendszertani besorolása
2003-ban, Edward C. Dickinson brit ornitológus azt állította, hogy a Luscinia madárnem nem monofiletikus csoport, azaz nem egy közös rendszertani őstől származó élőlények összességét alkotó nemről van szó. A múltévtizedben egy hatalmas méretű, DNS és molekuláris vizsgálatokból álló nemzetközi kutatás történt a madárrendszerezés terén. Az eredmények egy részét 2010-ben is kiadták; ebből pedig megtudtuk, hogy Dickinsonnak igaza volt. A kutatás eredményeként egyes madarakat átsoroltak, átrendszereztek. Ez történt a Luscinia nemmel is; belőle négy fajt áthelyeztek a Larvivora és másik négyet a Calliope madárnembe. Ugyanebből a kutatásból kitudódott, hogy a tűztorkú fülemüle és a feketetorkú fülemüle (Calliope obscura) testvértaxonok - azaz nagyon közeli rokonok, viszont különálló fajok -, és nem színváltozatai ugyanannak a madárfajnak, mint ahogy azt korábban gondolták.

## Előfordulása
A tűztorkú fülemüle vonulómadárfaj, mely a nyarat, azaz a költési időszakot Kína északi és nyugati részein, főleg Szecsuanban tölti, és az Indiai szubkontinensen telel át. Ezen a szubkontinensen a következő országokban lelhető fel: Banglades, Bhután, India, Nepál, Tibet és Mianmar.
Az élőhelyeinek elvesztése veszélyezteti.

## Életmódja
A mérsékelt övi és a szubtrópusokon levő hegyvidéki erdőket választja élőhelyéül.

## Fordítás
- Ez a szócikk részben vagy egészben  a   Firethroat című angol Wikipédia-szócikk ezen változatának fordításán alapul.  Az eredeti cikk szerkesztőit annak laptörténete sorolja fel. Ez a jelzés csupán a megfogalmazás eredetét és a szerzői jogokat jelzi, nem szolgál a cikkben szereplő információk forrásmegjelöléseként.